# TOKYO キレイランウェイ
『TOKYO キレイランウェイ』（とうきょうキレイランウェイ）は、2018年10月1日から2018年11月29日までテレビ朝日で放送されていたミニ番組。

## 概要
東京の街をランウェイ代わりにモデルが歩く番組である。

## 出演者
- Niki
- 藤井サチ
- 堀田茜
- 八木アリサ

## 歩いた街
- 渋谷(#1 - 4)
- 原宿(#5 - 8)
- 池袋(#9 - 12)
- 銀座(#13 - 16)
- 新宿(#17 - 24)
- 横浜(#25 - 29)